# (136367) Gierlinger
(136367) Gierlinger ist ein Asteroid des Hauptgürtels, der am 10. März 2004 von Wolfgang Ries in der Sternwarte Altschwendt entdeckt wurde.
Der Namensgeber Richard Gierlinger (* 1967) ist ein österreichischer Amateurastronom, Konstrukteur von astronomischen Instrumenten und Kleinplanetenentdecker. Die Benennung erfolgte am 22. Juli 2013.